# Stig Öst
Stig Öst, egentligen Stig Sigurd Berentz Jernberg, född 26 juni 1940 i Ovanåkers församling i Gävleborgs län, död 2 september 1966 i Råsunda församling i Stockholms län, var en svensk musiker (basist).
Stig Öst var son till musikern Sigurd Nilsson och sångerskan Anna Öst samt dotterson till Jon-Erik Öst. Han var en av medlemmarna i grunduppsättningen av popgruppen Family Four tillsammans med halvbrodern Berndt och systrarna Siw och Inger. Han lämnade sitt arbete som expedit i Edsbyn, när brodern Berndt värvade honom till bandet. Han omkom i en trafikolycka 1966 i närheten av Jönköping.